# Banho

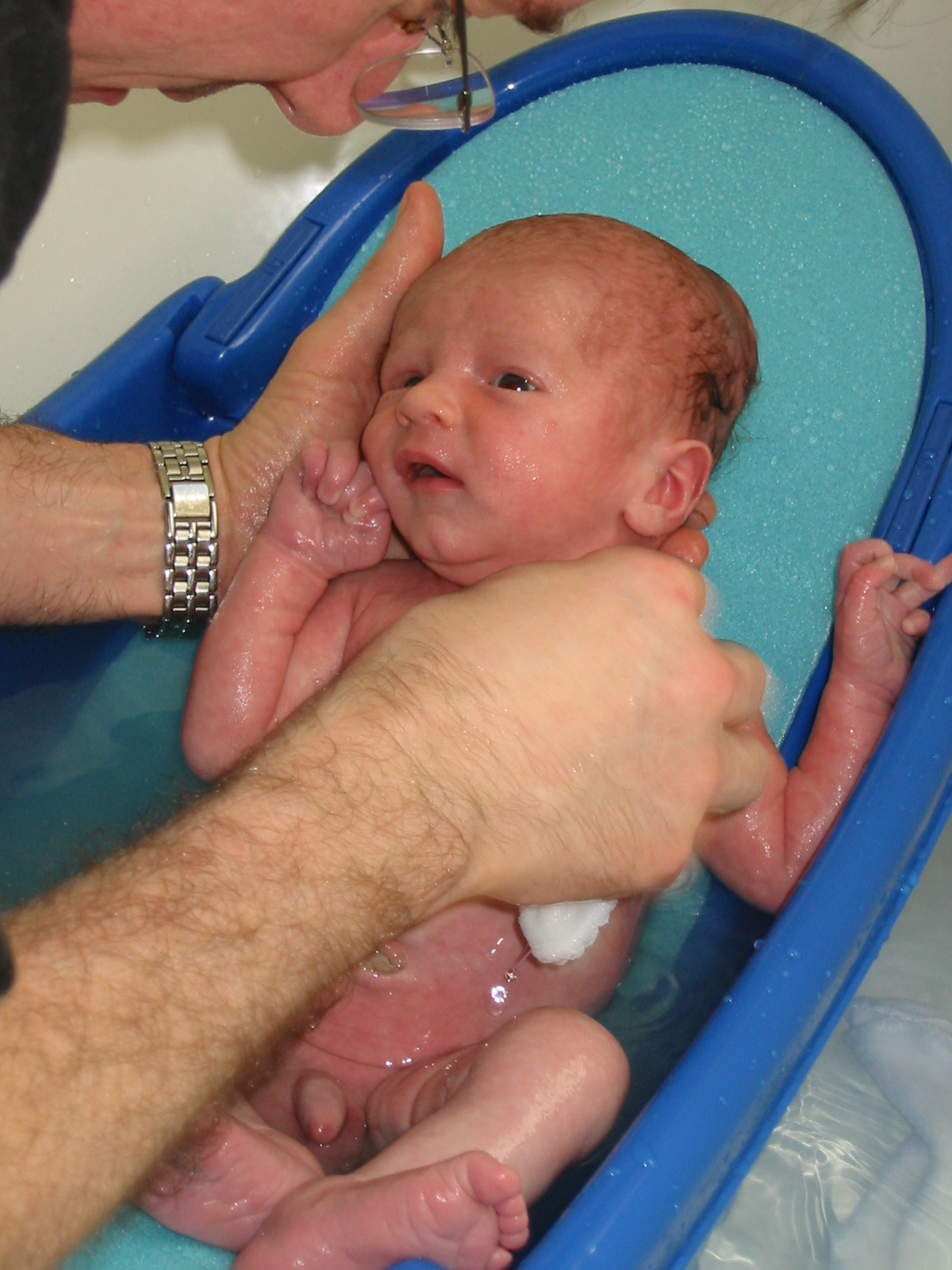
Um bebê tomando banho.

Banho é a imersão total ou parcial de um corpo num líquido, usualmente água ou uma solução aquosa. É, geralmente, praticado para higiene pessoal, mas, através dos tempos, serviu também como ritual de purificação religiosa, tratamento de saúde, convívio social ou celebração.

## História
O costume do banho começou com o trazer, para dentro das habitações humanas, o prazer de nadar em um rio ou lago. Utilizando-se de uma banheira abastecida com água normal ou aquecida, tornou-se um preceito de higiene comum.
Os romanos foram o povo da antiguidade que mais se importou com transformar o banho num evento, construindo termas públicas onde qualquer cidadão poderia desfrutar dos prazeres do banho.
Os povos do oriente, principalmente os japoneses, fazem, do banho, um ritual coletivo de higiene e convívio.
Na cultura ocidental, o banho rotineiro foi um costume reintroduzido no século XIX, na Europa, principalmente pela maior facilidade de aquecer água. Novas termas, agora chamadas de balneário ou estação de águas, foram criadas em localidades como Caldas da Rainha. Com a ascensão burguesa, locais apropriados para o banho foram introduzidos nas casas.
No Brasil, muitos povos indígenas já tinham o hábito de tomar banho diariamente. Esse é um hábito presente até hoje no Brasil, e é considerado uma das heranças culturais dos povos indígenas.